# Emergency Ward!
Emergency Ward! è un album in studio della cantante e pianista jazz Nina Simone pubblicato nell'agosto del 1972.

## Tracce
Lato A
1. My Sweet Lord (George Harrison) – Registrato dal vivo il 18 novembre 1971 a Fort Dix, New Jersey
2. Today Is a Killer – 16:29 (Da un poema di David Nelson, musica di Nina Simone) – Registrato dal vivo il 18 novembre 1971 a Fort Dix, New Jersey

Durata totale: 16:29
Lato B
1. Poppies – 4:06 (Testo di Lennie Bleecher, musica di Jeremy Wind) – Registrato il 19 febbraio 1972 a New York City
2. Isn't It a Pity – 11:02 (George Harrison) – Registrato nel febbraio 1971 a New York City

Durata totale: 15:08

## Musicisti
A1 e A2
- Nina Simone - voce, pianoforte
- Sam Waymon - organo
- Sam Waymon - voce (brano: My Sweet Love)
- Lisa Stroud - polyrhythms
- Bethany Baptist Church Junior Choir - gruppo corale
- Weldon J. Irvine Jr. - arrangiamenti e conduzione cori

B1 e B2
- Nina Simone - voce, pianoforte